# عرق (مشروب كحولي)

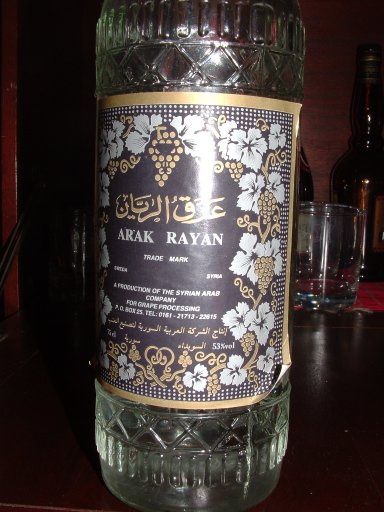
عرق سوري.

العرق أو العرقي هو مشروب كحولي مقطر لا لون له محلى وغالباً ما يكون فيه يانسون. يتم صنعه في أغلبية الدول العربية ودول البحر المتوسط وإيران.

## الاستهلاك

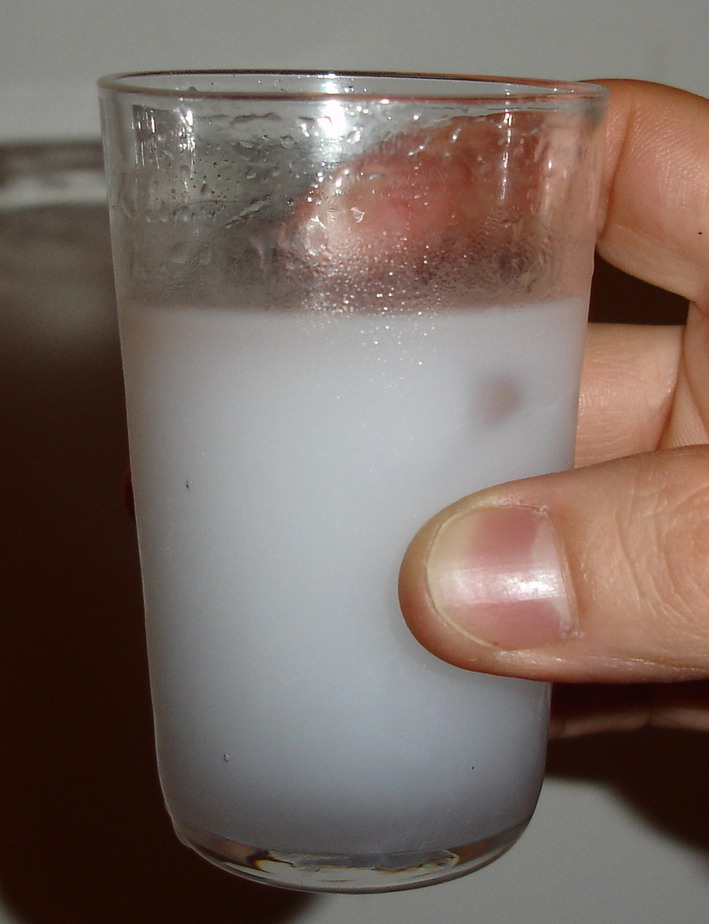
كأس عرق يظهر بها اللون الأبيض المستحلب للعرق بعد إضافة الماء.

العرق لا يشرب مباشرة، ولكنه يخفف بإضافة ضعف الكمية من الماء تقريباً، وتضاف إليه مكعبات الجليد. هذا التخفيف وخصوصا في النوع التركي والشامي والعراقي منه والذي يسمى أحيانا الزحلاوي يسبب تغيير لون العرق من بلا لون إلى لون مستحلب، والسبب في ذلك هو إضافة اليانسون له.
يقدم العرق عادة مع المازة، وهي عادة مجموعة من الأطباق الصغيرة التي يفضل الشاربون أكلها مع العرق قبل أكل الطبق الرئيسي. ويستحب أن يكون الطبق الرئيسي من المشاوي.
التقليد المعروف هو أن يضاف الماء قبل الجليد، لأن إذا تم إضافة الثلج أولاً سوف يتكون طبقة غير مستحبة على وجه المشروب، ولنفس السبب لايمكن استخدام نفس الكأس، ويجب استخدام كأس جديدة. لذلك في المطاعم، عندما يتم طلب العرق، يتم إحضار عدة كؤوس مع القنينة.
ويستحب دائما بعد العشاء وقبل النوم شرب الحليب لتجنب أو للتخفيف من الآثار الانسحابية للكحول من الجسم في اليوم التالي كالصداع الغثيان.

## أشهر أنواع العرق في العالم
- الراكيا في صربيا وتركيا وبلغاريا وألبانيا واليونان.
- الكونياك في فرنسا.
- ماء الحياة أو الماحيا في المغرب.

## متغيرات

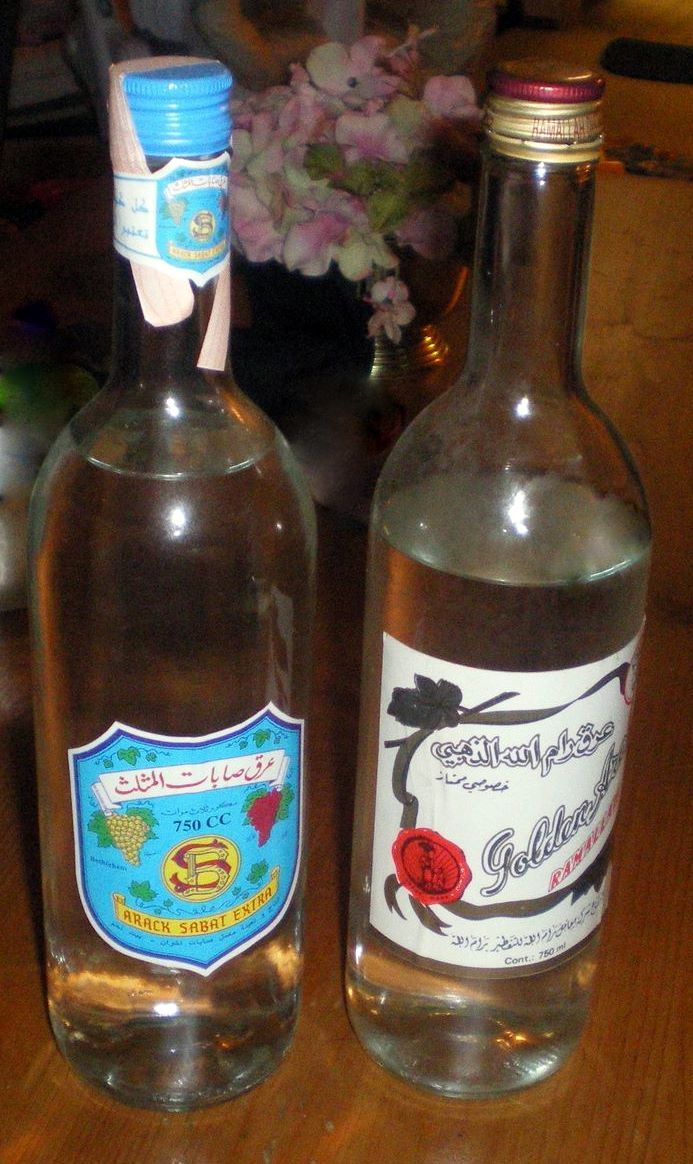
عرق فلسطيني

لطالما تم إعداد العرق من العنب المتخمر مع إضافة اليانسون كما في سوريا، ولكن يوجد اختلافات في بعض البلدان. تختلف التسمية في بلدان مثل تركيا، حيث يسمى بـ«راكي»، ويسمى أوزو في اليونان وجمهورية مقدونيا وبلغاريا. وفي هذه البلدان، قد يصنع أيضاً من العديد من البذور مثل التين والخوخ والبطاطا. من أصناف العرق أيضاً العرق العراقي الذي يصنع من عصير التمر المخمر، ومن الزبيب في مصر.
في إيران، يسمى باسم «عرق سگی» أي «عرق الكلب»، ويتم تصنيعه بدون يانسون وذو نسبة كحول عالية.

## أنظر أيضاُ
- عرق الراكيا
- الكحول في الأردن